# Wereldkampioenschappen kortebaanzwemmen 2012
De wereldkampioenschappen kortebaanzwemmen 2012 werden van 12 tot en met 16 december 2012 georganiseerd in de Sinan Erdem Dome in Istanbul, Turkije.

## Wedstrijdschema
| Woensdag 12/12 | Donderdag 13/12 | Vrijdag 14/12 | Zaterdag 15/12 | Zondag 16/12 |
| --- | --- | --- | --- | --- |
| Series vanaf 10:00 uur lokale tijd (09:00 MET) | | | | |
| 200m vrij mannen 50m school vrouwen 100m rug mannen 200m vlinder vrouwen 100m school mannen 100m rug vrouwen 100m vlinder mannen 400m wissel vrouwen 4×100m vrij mannen 4×200m vrij vrouwen                          | 100m vrij vrouwen 400m wissel mannen 50m vlinder vrouwen 50m vrij mannen 100m wissel vrouwen 4×200m vrij mannen 800m vrij vrouwen | 50m rug mannen 200m rug vrouwen 50m vlinder mannen 100m school vrouwen 400m vrij mannen 200m wissel mannen 400m vrij vrouwen 200m school mannen 4×100m wissel vrouwen | 50m rug vrouwen 100m vrij mannen 100m vlinder vrouwen 100m wissel mannen 50m vrij vrouwen 200m wissel vrouwen 50m school mannen 4×100m vrij vrouwen                                                                                   | 200m rug mannen 200m school vrouwen 200m vlinder mannen 200m vrij vrouwen 4×100m wissel mannen 1500m vrij mannen |
| Finales - vanaf 19:00 uur lokale tijd (18:00 MET) | | | | |
| F 200m vrij mannen HF 50m school vrouwen HF 100m rug mannen F 200m vlinder vrouwen HF 100m school mannen HF 100m rug vrouwen HF 100m vlinder mannen F 400m wissel vrouwen F 4×100m vrij mannen F 4×200m vrij vrouwen | HF 100m vrij vrouwen F 400m wissel mannen F 50m school vrouwen F 100m rug mannen HF 50m vlinder vrouwen HF 50m vrij mannen F 100m rug vrouwen F 100m school mannen HF 100m wissel vrouwen F 100m vlinder mannen F 800m vrij vrouwen F 4×200m vrij mannen | HF 50m rug mannen F 100m vrij vrouwen HF 50m vlinder mannen F 200m rug vrouwen F 200m school mannen F 50m vlinder vrouwen F 400m vrij mannen HF 100m school vrouwen F 400m vrij vrouwen F 50m vrij mannen F 100m wissel vrouwen F 200m wissel mannen F 4×100m wissel vrouwen | F 100m school vrouwen F 50m rug mannen HF 50m rug vrouwen HF 100m vrij mannen HF 50m vrij vrouwen F 50m vlinder mannen HF 100m vlinder vrouwen HF 100m wissel mannen F 200m wissel vrouwen HF 50m school mannen F 4×100m vrij vrouwen | F 100m vrij mannen F 50m rug vrouwen F 200m rug mannen F 200m school vrouwen F 100m wissel mannen F 100m vlinder vrouwen F 50m school mannen F 50m vrij vrouwen F 200m vlinder mannen F 1500m vrij mannen F 200m vrij vrouwen F 4×100m wissel mannen |

## Selecties

### België
De Belgische zwembond selecteerde enkel François Heersbrandt voor dit toernooi.

### Nederland
De technisch directeur van de KNZB, Jacco Verhaeren, selecteerde vier zwemmers voor dit toernooi, één man en drie vrouwen.
Mannen
- Joeri Verlinden

Vrouwen
- Sharon van Rouwendaal
- Kira Toussaint
- Wendy van der Zanden

## Medailles

### Mannen
| Onderdeel            | Goud | Goud       | Zilver | Zilver   | Brons                                                                             | Brons    |
| -------------------- | --- | ---------- | --- | -------- | --------------------------------------------------------------------------------- | -------- |
| Vrije slag           | |            | |          |                                                                                   |          |
| 50 m                 | Vladimir Morozov Rusland                                                                                          | 20,55      | Florent Manaudou Frankrijk                                                                                                 | 20,88    | Anthony Ervin Verenigde Staten                                                    | 20,99    |
| 100 m                | Vladimir Morozov Rusland                                                                                          | 45,65      | Tommaso D'Orsogna Australië                                                                                                | 46,80    | Jevgeni Lagoenov Rusland                                                          | 46,81    |
| 200 m                | Ryan Lochte Verenigde Staten                                                                                      | 1.41,92    | Paul Biedermann Duitsland                                                                                                  | 1.42,07  | Conor Dwyer Verenigde Staten                                                      | 1.43,78  |
| 400 m                | Paul Biedermann Duitsland                                                                                         | 3.39,15    | Hao Yun China | 3.39,48  | Mads Glæsner Denemarken                                                           | 3.40,09  |
| 1500 m               | Mads Glæsner Denemarken                                                                                           | 14.30,01   | Gregorio Paltrinieri Italië                                                                                                | 14.31,13 | Pál Joensen Faeröer                                                               | 14.36,93 |
| Rugslag              | |            | |          |                                                                                   |          |
| 50 m                 | Robert Hurley Australië                                                                                           | 23,04      | Matt Grevers Verenigde Staten                                                                                              | 23,17    | Stanislav Donets Rusland                                                          | 23,19    |
| 100 m                | Matt Grevers Verenigde Staten                                                                                     | 49,89      | Stanislav Donets Rusland                                                                                                   | 49,91    | Guilherme Guido Brazilië                                                          | 50,50    |
| 200 m                | Radosław Kawęcki Polen                                                                                            | 1.48,48    | Ryan Lochte Verenigde Staten                                                                                               | 1.48,50  | Ryan Murphy Verenigde Staten                                                      | 1.48,86  |
| Schoolslag           | |            | |          |                                                                                   |          |
| 50 m                 | Aleksander Hetland Noorwegen                                                                                      | 26,30      | Damir Dugonjič Slovenië | 26,32    | Florent Manaudou Frankrijk                                                        | 26,33    |
| 100 m                | Fabio Scozzoli Italië                                                                                             | 57,10      | Damir Dugonjič Slovenië | 57,32    | Kevin Cordes Verenigde Staten                                                     | 57,83    |
| 200 m                | Dániel Gyurta Hongarije                                                                                           | 2.01,35 CR | Michael Jamieson Verenigd Koninkrijk                                                                                       | 2.03,00  | Vjatsjeslav Sinkevitsj Rusland                                                    | 2.03,09  |
| Vlinderslag          | |            | |          |                                                                                   |          |
| 50 m                 | Nicholas Santos Brazilië                                                                                          | 22,22      | Chad le Clos Zuid-Afrika                                                                                                   | 22,26    | Thomas Shields Verenigde Staten                                                   | 22,46    |
| 100 m                | Chad le Clos Zuid-Afrika                                                                                          | 48,82 CR   | Thomas Shields Verenigde Staten                                                                                            | 49,54    | Ryan Lochte Verenigde Staten                                                      | 49,59    |
| 200 m                | Kazuya Kaneda Japan                                                                                               | 1.51,01 CR | László Cseh Hongarije | 1.51,66  | Nikolaj Skvortsov Rusland                                                         | 1.52,33  |
| Wisselslag           | |            | |          |                                                                                   |          |
| 100 m                | Ryan Lochte Verenigde Staten                                                                                      | 51,21      | Kenneth To Australië | 51,38    | George Bovell Trinidad en Tobago                                                  | 51,66    |
| 200 m                | Ryan Lochte Verenigde Staten                                                                                      | 1.49,63 WR | Daiya Seto Japan | 1.52,80  | László Cseh Hongarije                                                             | 1.52,89  |
| 400 m                | Daiya Seto Japan                                                                                                  | 3.59,15    | László Cseh Hongarije | 4.00,50  | Dávid Verrasztó Hongarije                                                         | 4.02,87  |
| Vrije slag estafette | |            | |          |                                                                                   |          |
| 4×100 m              | Verenigde Staten Anthony Ervin Ryan Lochte Jimmy Feigen Matt Grevers Tyler Reed Garrett Weber-Gale                | 3.06,40    | Italië Luca Dotto Marco Orsi Michele Santucci Filippo Magnini                                                              | 3.07,07  | Australië Tommaso D'Orsogna Kyle Richardson Travis Mahoney Kenneth To             | 3.07,27  |
| 4×200 m              | Verenigde Staten Ryan Lochte Conor Dwyer Michael Klueh Matt McLean Garrett Weber-Gale Michael Weiss               | 6.51,40    | Australië Tommaso D'Orsogna Jarrod Killey Kyle Richardson Robert Hurley Travis Mahoney                                     | 6.52,29  | Duitsland Paul Biedermann Dimitri Colupaev Christoph Fildebrandt Yannick Lebherz  | 6.53,22  |
| Wisselslagestafette  | |            | |          |                                                                                   |          |
| 4×100 m              | Verenigde Staten Matt Grevers Kevin Cordes Thomas Shields Ryan Lochte Ryan Murphy Mihail Alexandrov Anthony Ervin | 3.21.03    | Rusland Stanislav Donets Vjatsjeslav Sinkevitsj Nikolaj Skvortsov Vladimir Morozov Vjatsjeslav Proednikov Jevgeni Lagoenov | 3.22,86  | Australië Robert Hurley Kenneth To Grant Irvine Tommaso D'Orsogna Kyle Richardson | 3.24,77  |

### Vrouwen
| Onderdeel            | Goud                                                                                                 | Goud       | Zilver | Zilver  | Brons | Brons   |
| -------------------- | --- | ---------- | --- | ------- | --- | ------- |
| Vrije slag           | |            | |         | |         |
| 50 m                 | Aleksandra Gerasimenia Wit-Rusland                                                                   | 23,64      | Francesca Halsall Verenigd Koninkrijk                                                                                            | 23,87   | Jeanette Ottesen Gray Denemarken                                                                                  | 24,00   |
| 100 m                | Britta Steffen Duitsland                                                                             | 52,31      | Megan Romano Verenigde Staten | 52,48   | Tang Yi China | 52,73   |
| 200 m                | Allison Schmitt Verenigde Staten                                                                     | 1.53,59    | Katinka Hosszú Hongarije | 1.54,31 | Melanie Costa Spanje                                                                                              | 1.54,45 |
| 400 m                | Melanie Costa Spanje                                                                                 | 4.01,18    | Chloe Sutton Verenigde Staten | 4.01,20 | Lauren Boyle Nieuw-Zeeland                                                                                        | 4.01,24 |
| 800 m                | Lauren Boyle Nieuw-Zeeland                                                                           | 8.08,62    | Lotte Friis Denemarken | 8.10,99 | Chloe Sutton Verenigde Staten                                                                                     | 8.15,53 |
| Rugslag              | |            | |         | |         |
| 50 m                 | Zhao Jing China                                                                                      | 25,95 CR   | Olivia Smoliga Verenigde Staten                                                                                                  | 26,13   | Aleksandra Urbanczyk Polen                                                                                        | 26,50   |
| 100 m                | Olivia Smoliga Verenigde Staten                                                                      | 56,64      | Mie Nielsen Denemarken | 57,07   | Simona Baumrtová Tsjechië                                                                                         | 57,18   |
| 200 m                | Daryna Zevina Oekraïne                                                                               | 2.02,24    | Bonnie Brandon Verenigde Staten                                                                                                  | 2.03,19 | Duane da Rocha Spanje                                                                                             | 2.04,15 |
| Schoolslag           | |            | |         | |         |
| 50 m                 | Rūta Meilutytė Litouwen                                                                              | 29,44 CR   | Alia Atkinson Jamaica | 29,67   | Sarah Katsoulis Australië                                                                                         | 29,94   |
| 100 m                | Rūta Meilutytė Litouwen                                                                              | 1.03,52 CR | Alia Atkinson Jamaica | 1.03,80 | Rikke Møller Pedersen Denemarken                                                                                  | 1.04,05 |
| 200 m                | Rikke Møller Pedersen Denemarken                                                                     | 2.16,08 CR | Laura Sogar Verenigde Staten | 2.16,93 | Kanako Watanabe Japan                                                                                             | 2.19,39 |
| Vlinderslag          | |            | |         | |         |
| 50 m                 | Lu Ying China                                                                                        | 25,14      | Jiao Liuyang China | 25,23   | Jeanette Ottesen Gray Denemarken                                                                                  | 25,55   |
| 100 m                | Ilaria Bianchi Italië                                                                                | 56,13      | Liu Zige China | 56,58   | Jemma Lowe Verenigd Koninkrijk                                                                                    | 56,66   |
| 200 m                | Katinka Hosszú Hongarije                                                                             | 2.02,20 CR | Jiao Liuyang China | 2.02,28 | Jemma Lowe Verenigd Koninkrijk                                                                                    | 2.03,19 |
| Wisselslag           | |            | |         | |         |
| 100 m                | Katinka Hosszú Hongarije                                                                             | 58,49 CR   | Rūta Meilutytė Litouwen | 58,79   | Zhao Jing China                                                                                                   | 58,80   |
| 200 m                | Ye Shiwen China                                                                                      | 2.04,64 CR | Katinka Hosszú Hongarije | 2.04,72 | Hannah Miley Verenigd Koninkrijk                                                                                  | 2.07,12 |
| 400 m                | Hannah Miley Verenigd Koninkrijk                                                                     | 4.23,14 CR | Ye Shiwen China | 4.23,33 | Katinka Hosszú Hongarije                                                                                          | 4.25,95 |
| Vrije slag estafette | |            | |         | |         |
| 4×100 m              | Verenigde Staten Megan Romano Jessica Hardy Lia Neal Allison Schmitt Olivia Smoliga Shannon Vreeland | 3.31,01    | Australië Angie Bainbridge Marieke Guehrer Brianna Throssell Sally Foster                                                        | 3.32,90 | Denemarken Mie Nielsen Pernille Blume Kelly Rasmussen Jeanette Ottesen Gray                                       | 3.33,51 |
| 4×200 m              | Verenigde Staten Megan Romano Chelsea Chenault Shannon Vreeland Allison Schmitt Jasmine Tosky        | 7.39,25    | Rusland Veronika Popova Jelena Sokolova Darja Beljakina Ksenia Joeskova                                                          | 7.42,77 | China Qiu Yuhan Pang Jiaying Guo Junjun Tang Yi Wang Fei                                                          | 7.43,26 |
| Wisselslagestafette  | |            | |         | |         |
| 4×100 m              | Denemarken Mie Nielsen Rikke Møller Pedersen Jeanette Ottesen Gray Pernille Blume                    | 3.49,87    | Australië Rachel Goh Sarah Katsoulis Marieke Guehrer Angie Bainbridge Grace Loh Samantha Marshall Brianna Throssell Sally Foster | 3.50,88 | Verenigde Staten Olivia Smoliga Jessica Hardy Claire Donahue Megan Romano Laura Sogar Christine Magnuson Lia Neal | 3.51,43 |

### Medailleklassement
| Plaats | Land                | Goud | Zilver | Brons | Totaal |
| 1      | Verenigde Staten    | 11   | 8      | 8     | 27     |
| 2      | China               | 3    | 5      | 3     | 11     |
| 3      | Hongarije           | 3    | 4      | 3     | 10     |
| 4      | Denemarken          | 3    | 2      | 5     | 10     |
| 5      | Rusland             | 2    | 3      | 4     | 9      |
| 6      | Italië              | 2    | 3      | 0     | 5      |
| 7      | Duitsland           | 2    | 1      | 1     | 4      |
| 7      | Japan               | 2    | 1      | 1     | 4      |
| 9      | Litouwen            | 2    | 1      | 0     | 3      |
| 10     | Australië           | 1    | 4      | 3     | 8      |
| 11     | Verenigd Koninkrijk | 1    | 2      | 3     | 6      |
| 12     | Zuid-Afrika         | 1    | 1      | 0     | 2      |
| 13     | Spanje              | 1    | 0      | 2     | 3      |
| 14     | Brazilië            | 1    | 0      | 1     | 2      |
| 14     | Nieuw-Zeeland       | 1    | 0      | 1     | 2      |
| 14     | Polen               | 1    | 0      | 1     | 2      |
| 17     | Noorwegen           | 1    | 0      | 0     | 1      |
| 17     | Oekraïne            | 1    | 0      | 0     | 1      |
| 17     | Wit-Rusland         | 1    | 0      | 0     | 1      |
| 20     | Jamaica             | 0    | 2      | 0     | 2      |
| 20     | Slovenië            | 0    | 2      | 0     | 2      |
| 22     | Frankrijk           | 0    | 1      | 1     | 2      |
| 23     | Faeröer             | 0    | 0      | 1     | 1      |
| 23     | Trinidad en Tobago  | 0    | 0      | 1     | 1      |
| 23     | Tsjechië            | 0    | 0      | 1     | 1      |
| Totaal | Totaal              | 40   | 40     | 40    | 120    |

## Records
De onderstaande tabel geeft de verbroken wereld (WR) en kampioenschapsrecords (CR) tijdens dit kampioenschap.
| Datum       | Afstand              | Ronde         | Naam                  | Land | Tijd    | CR     | WR     |
| ----------- | -------------------- | ------------- | --------------------- | ---- | ------- | ------ | ------ |
| 12 december | 50m schoolslag (v)   | Series        | Rūta Meilutytė        | LTU  | 29,56   | Vinkje |        |
| 12 december | 50m schoolslag (v)   | Halve finales | Rūta Meilutytė        | LTU  | 29,51   | Vinkje |        |
| 12 december | 200m vlinderslag (v) | Finale        | Katinka Hosszú        | HUN  | 2.02,20 | Vinkje |        |
| 12 december | 400m wisselslag (v)  | Finale        | Hannah Miley          | GBR  | 4.23,14 | Vinkje |        |
| 12 december | 100m vrije slag (m)  | Finale¹       | Vladimir Morozov      | RUS  | 45,52   | Vinkje |        |
| 13 december | 50m schoolslag (v)   | Finale        | Rūta Meilutytė        | LTU  | 29,44   | Vinkje |        |
| 13 december | 100m vlinderslag (m) | Finale        | Chad le Clos          | RSA  | 48,82   | Vinkje |        |
| 14 december | 50m vlinderslag (m)  | Halve finale  | Nicholas Santos       | BRA  | 22,23   | Vinkje |        |
| 14 december | 200m schoolslag (m)  | Finale        | Dániel Gyurta         | HUN  | 2.01,35 | Vinkje |        |
| 14 december | 100m wisselslag (v)  | Finale        | Katinka Hosszú        | HUN  | 58,49   | Vinkje |        |
| 14 december | 200m wisselslag (m)  | Finale        | Ryan Lochte           | USA  | 1.49,63 | Vinkje | Vinkje |
| 15 december | 100m schoolslag (v)  | Finale        | Rūta Meilutytė        | LTU  | 1.03,52 | Vinkje |        |
| 15 december | 50m vlinderslag (m)  | Finale        | Nicholas Santos       | BRA  | 22,22   | Vinkje |        |
| 15 december | 100m wisselslag (m)  | Halve finale  | Ryan Lochte           | USA  | 50,71   | Vinkje | Vinkje |
| 15 december | 200m wisselslag (v)  | Finale        | Ye Shiwen             | CHN  | 2.04,64 | Vinkje |        |
| 16 december | 50m rugslag (v)      | Finale        | Zhao Jing             | CHN  | 25,95   | Vinkje |        |
| 16 december | 200m schoolslag (v)  | Finale        | Rikke Møller Pedersen | DEN  | 2.16,03 | Vinkje |        |
| 16 december | 200m vlinderslag (m) | Finale        | Kazuya Kaneda         | JPN  | 1.51,01 | Vinkje |        |

¹ Morozov zwom een kampioenschapsrecord als startzwemmer van de Russische 4×100m vrije slag estafette.